# Státní poznávací značky na Slovensku

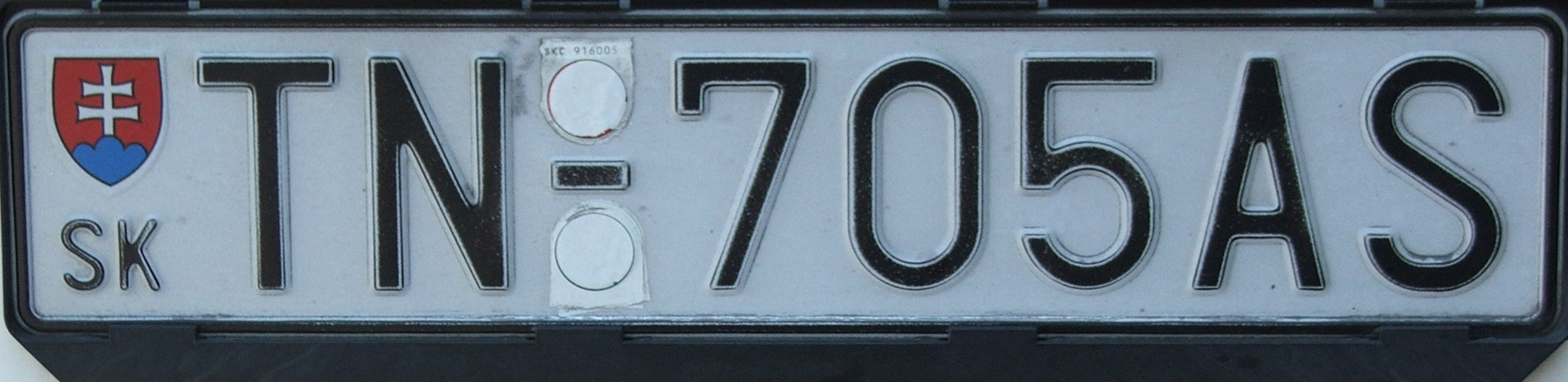
Starší verze registrační značky (1997–2004)

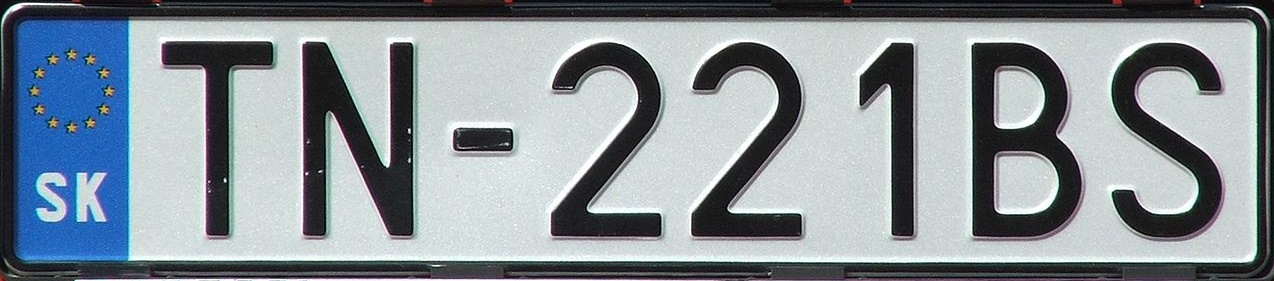
Starší verze registrační značky (2004–2007)

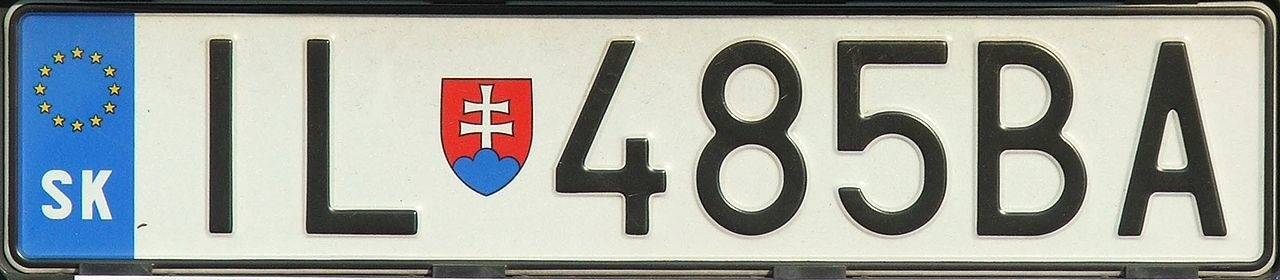
Starší verze registrační značky (2007–2022)

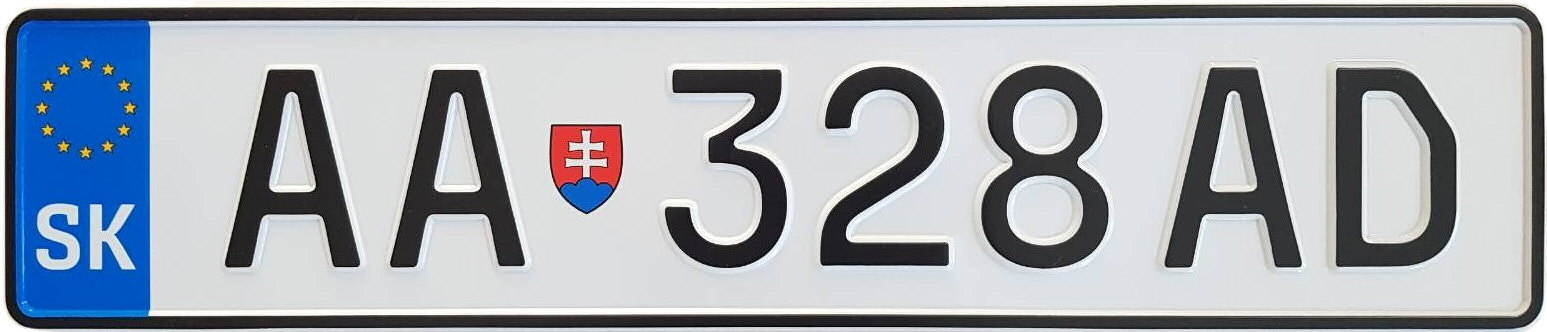
Současná verze registrační značky (2023–)

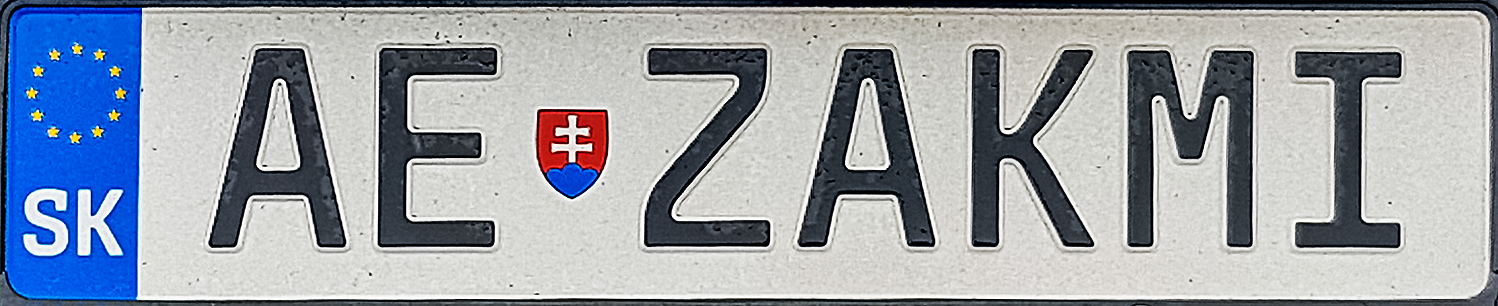
Současná verze registrační značky s volitelnou logistikou (2023–)

Registrační tabulky vozidel evidovaných na Slovensku obsahují evidenční číslo vozidla (EČV).
Evidenční číslo přiděluje a tabulku s evidenčním číslem vydává Okresní dopravní inspektorát Policejního sboru Slovenské republiky, kde uživatel přihlašuje vozidlo do Evidence vozidel.
Evidenční číslo obsahuje písmena a číslice. První dvojice písmen označuje okres, ve kterém je vozidlo evidované (princip přidělování dvojice podle okresu platí do 28.2.2023). Za první dvojicí písmen se uvádí tři čísla a další dvojice písmen.

## Tabulka s evidenčním číslem
Tabulka s evidenčním číslem má rozměry 52 x 11 cm, nebo 34 x 20 cm. Tabulka s evidenčním číslem přidělená motocyklům, motorovým tříkolkám, přípojným vozidlům a zvláštním motorovým vozidlům pak s rozměry 24 x 15 cm. Písmena a číslice jsou vypouklé, vedené v černé barvě na bílém povrchu.
Před vstupem Slovenska do EU byl vlevo na tabulce umístěný státní znak Slovenské republiky, a pod ním kódové označení SK. Od 1. května 2004 ho nahradilo modré pole se symbolem Evropské unie (12 žlutých hvězd) a pod ním písmena SK (stejně jako je tomu i u ostatních zemí).
Od června 2006 se vydává nový typ tabulek se symbolem EU a současně se státním znakem SR za prvními dvěma písmeny, který nahradil pomlčku mezi písmeny a čísly. V platnosti jsou tedy 3 různé typy tabulek s evidenčními čísly, starší typy přitom není nutné nahradit nejnovějším typem EČV.

## Změny od 1. 1. 2023
Národní rada SR schválila nový zákon o silničním provozu, který přináší radikální změnu ve způsobu přidělování evidenčního čísla.
Skript EČV zůstává zachován ve formě AA xxxAA, evidenční číslo tedy bude i nadále začínat dvojicí písmen, avšak ta už nebude označovat okres ani žádnou jinou územní jednotku. Budou vydávány kombinace písmen počínaje AA, přičemž kombinace dosud používané pro okresy budou vynechány. Do vyčerpání zásob registračních tabulek lze přidělovat i evidenční čísla dle stávajícího systému. 
K stejnému datu byl ukončen výdej tabulek s evidenčním číslem se zeleným podkladem pro elektromobily. Nově registrace pro elektromobily nebo plug-in hybridy mají vyčleněnou kombinaci začínající EL a EV. 
Dosavadní písmo bylo v užívání desítky let a již neplnilo moderní trendy, hlavně požadavky na čitelnost písma, která musí být dobrá i za snížené viditelnosti. Neřeší se jenom z pohledu lidského oka, ale klade důraz taky na  strojové čtení. To se využívá v systémech parkování nebo zpoplatnění dálnic. Tabulky proto navrhoval resort dopravy ve spolupráci  s Katedrou vizuální komunikace VŠVU. 
Při změně držby vozidla se ponechávají registrační tabulky na vozidle, a to i v tom případě, že má nový držitel adresu pobytu, sídla, provozu nebo organizační složky v působnosti jiného orgánu policie. Při změně držby vozu, odhlášení vozu do ciziny, vyřazení vozu z evidence nebo při výměně registračních tabulek si může stávající držitel vozu ponechat tabulky; tuto skutečnost je povinen oznámit policii. Pokud si při změně držitele vozu dosavadní držitel vozu nechá registrační tabulky, orgán policie přidělí vozu nové evidenční číslo; to neplatí, jestliže nový držitel již měl ponechány registrační tabulky z jiného vozu, které žádá přidělit předmětnému vozidlu. Pokud ponechané evidenční číslo nebude dosavadní držitel přidělovat jinému vozidlu, je povinen registrační tabulky odevzdat policii. Tabulku s evidenčním číslem si může držitel ponechat nejdéle jeden rok, aniž byla přidělena jinému vozidlu; po uplynutí této lhůty nesmí být přidělena jinému vozidlu a pokud v této lhůtě nebyla přidělena nebo předána, eviduje se jako ztracená.
Na žádost držitele vozu, vlastníka vozu nebo osoby, která požádala o přihlášení vozidla do evidence, lze přidělit evidenční číslo, které bylo v minulosti přiděleno jinému vozidlu, pokud registrační tabulka byla poskytnuta příslušníkům policie, osobě oprávněné ke sběru starých vozidel nebo zpracovatelům starých vozidel znehodnocená v souvislosti s evidenčním úkonem; pokud se vozidlu vydávají dvě registrační tabulky, podmínkou pro přidělení takového evidenčního čísla je znehodnocení obou registračních tabulek.

## Státní poznávací značka (SPZ) – historie

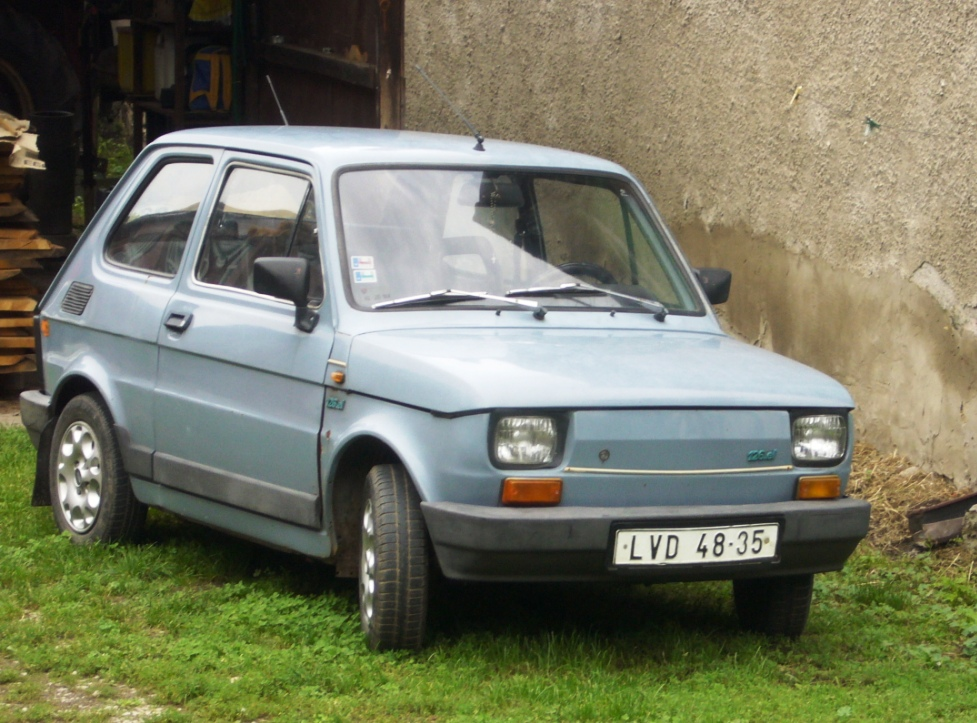
Fiat 126 se Státní poznávací značkou okresu Levice na snímce ve vzoru O94

Tabulka s Evidenčním číslem nahradila starší tabulky Státních poznávacích značek, které byly zavedené již z dob ČSSR a ČSFR. SPZ byly vydávány do 31. března 1997, od následujícího dne se vydávají jen tabulky EČV, SPZ jako takové byly v provozu platné do 31. prosince 2004. Vozidlo se starou SPZ bylo po tomto termínu vyřazeno policií z Evidence vozidel a nesmí jezdit po veřejných komunikacích. Výměna SPZ za EČV byla vykonávána na Okresních dopravních inspektorátech.

## Evidenční číslo s volitelným tvarem

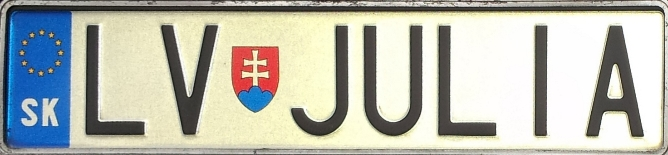
Evidenční číslo s volitelným tvarem

EČVL je tabulka identifikující vozidlo, které na žádost držitele vozidla přiděluje dopravní inspektorát. Na rozdíl od standardního Evidenčního čísla se za označení okresu uvádí:
- písmena na prvním až pátém místě' (např.: BA-AAAAA)
- písmena na prvním až čtvrtém místě a číslice od 1 do 9 na pátém místě (např.: BA-AAAA1)
- písmena na prvním až třetím místě a číslice od 1 do 9 na místě čtvrtém a pátém (např.: BA-AAA11)

EČVL je nemožné přidělit, když držitel vozidla žádá o přidělení EČVL:
- přidělené jinému vozu
- s kombinací písmen nebo písmen a číslic tvořící název nebo zkratku státního orgánu, politické strany, nebo hnutí.
- s kombinací písmen nebo písmen a číslic tvořící hanlivé, zesměšňující, pohoršující nebo urážlivé výrazy
- s písmeny X a O na prvním místě za pomlčkou (státním znakem)
- s písmeny obsahujícími diakritická znaménka, nebo malá písmena
- s kombinací písmen nebo písmen a číslic, kterých znění by podporovalo nebo propagovalo hnutí, které prokazatelně směřuje k potlačování práv a svobod občanů, nebo hlásá národnostní, rasovou, kategorickou nebo náboženskou diskriminaci.

Přidělení EČVL podléhá poplatku 331 € (poplatek za registraci a za každou tabulku).